# Трёхсвятское (Калужская область)
Трёхсвятское — деревня в Малоярославецком районе Калужской области России.

## История
В начале XVII века село принадлежало князю Борису Александровичу Репнину, который около 1637 г. пожертвовал Трехсвятское Пафнутиеву Боровскому монастырю:
«Да за Пафнутьевым же монастырем вотчина в Оболенском уезде село Тресвяцкое с пустошми. Дал тое вотчину вкладу в Пафнотьев монастырь князь Борис Александрович Репнин. А старожильцы помнят тое вотчину за Пафнотьевым монастырем лет с восемь десят». 
Первые упоминания о Трёхсвятском встречаются в исторических бумагах, датированных серединой XVII века и связанных с Храмом «в честь святых мучеников Гурия, Самона и Авива».
Во время Отечественной войны 1812 года у отца Филиппа из личного хозяйства армейские фуражиры изъяли свиней и кур, рожь, ячмень, сено, солому. Зачастую батюшки сами пахали и выполняли крестьянские работы. Настоятель доносил в епархию:

За всем тем содержание имеем самое нужное, и оставшегося у нас скота содержать нечем, и к посеву семян ничего не осталось…
В настоящее время в храме ведутся реставрационные работы. Рядом построен домовый храм, в котором регулярно совершаются богослужения. Настоятель храма иерей Игорь Йовбак..

## Население
| 2002 | 2010 |
| ---- | ---- |
| 33   | ↘23  |

## Храм в честь мучеников: Гурия, Самома и Авива
действующий приход Русской православной церкви

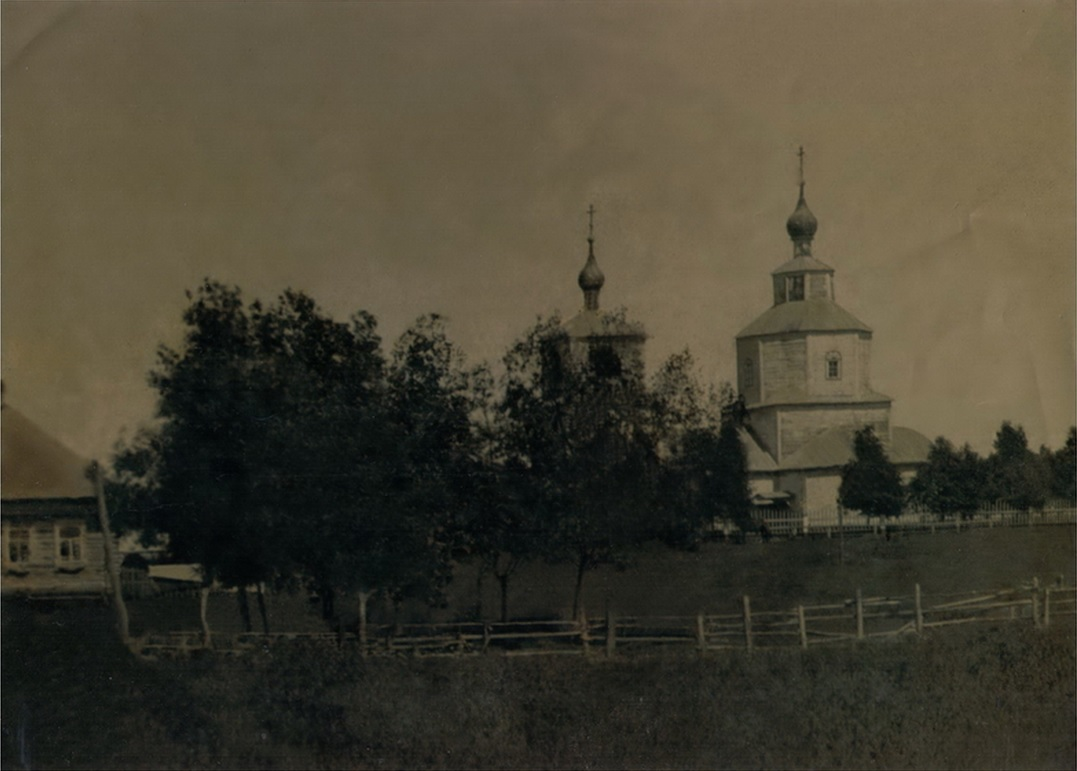
Деревянный храм в честь мучеников: Гурия, Самома и Авива в деревне Трёхсвятское (фотография, начало XX века)

Первое письменное свидетельство о храме встречается в записях села Трёхсвятское, датированных серединой XVII века, в которых упоминается священник Родион Васильев (1669 год).
Церковь в Трехсвятском долгое время оставалась деревянной. В 1794 году её возобновили после пожара. Село было казённое, а не владельческое, строительство велось на средства прихожан.
В Клировых ведомостях XIX века отмечалось, что «церковь в Трехсвятском деревянная с таковой же колокольнею, на каменном фундаменте, зданием крепка, под железной кровлею, утварью достаточна».
В 1873 году церковь Гурия, Самона и Авива приписали к соседнему храму села Федоровское.
В отчете за 1916 год священник Иван Сергеевич Лихачев писал, что церковь и колокольня в Трехсвятском становятся ветхими.
Деревянная церковь сгорела по неизвестной причине в середине 1920-х годов
В начале XX века (1904—1910 года), на средства Алексея Михайловича Глухова- местного жителя и владельца текстильной минифабрики возводится каменный храм который действовал до 1931 года. Треугольные щипцовые завершения и окна в арках южного и северного фасадов. В кирпичной кладке стен выложены декоративные элементы в духе русского узорочья XVII века: кокошники, отрезки поребрика, рельефные и заглубленные в кладку кресты, полуколонки наличников.
После закрытия прихода, со временем храм пришёл в запустение и был частично разрушен.
В настоящее время ведутся проектные и реставрационные работы. Приведены в порядок внутренние помещения храма. Установлен забор вокруг территории. Заготавливаются строительные материалы для полного восстановления.
| Внешние изображения                                                 | Внешние изображения                                      |
| ------------------------------------------------------------------- | -------------------------------------------------------- |
| Храм в честь мучеников: Гурия, Самома и Авива в селе Трёхсвятское.: |                                                          |
|                                                                     | Храм в честь мучеников: Гурия, Самома и Авива, наши дни. |